# Nychiodes atlanticaria
Nychiodes atlanticaria là một loài bướm đêm trong họ Geometridae.